# Stintgraben (Naturschutzgebiet)
Das Naturschutzgebiet Stintgraben gehört zum Naturpark Dahme-Heideseen und liegt auf dem Gebiet der Gemeinde Groß Köris im Landkreis Dahme-Spreewald in Brandenburg.
Das Gebiet mit der Kenn-Nummer 1130 wurde mit Verordnung vom 28. Juni 1995 unter Naturschutz gestellt. Das rund 109 ha große Naturschutzgebiet erstreckt sich nordöstlich von Löpten, einem Ortsteil der Gemeinde Groß Köris, entlang des Stintgrabens. Am nordöstlichen und südöstlichen Rand des Gebietes verläuft die B 179, durch den nördlichen Teil verläuft die Landesstraße L 742. Am nordwestlichen Rand erstreckt sich der 158 ha große Klein Köriser See, östlich fließt die Dahme, ein Nebenfluss der Spree.